# 姜根鐸
姜根鐸（韓語：강근택，1945年10月13日—），韓國外交官，歷任駐香港總領事、駐烏克蘭大使、駐斐濟大使等職。

## 生涯
姜根鐸出生於1945年10月13日，1972年畢業自漢城國立大學（今首爾大），並於1973年在美國喬治城大學進修完畢。
1971年，姜氏加入韓國外務部（今韓國外交部）工作，1974年赴韓國常駐日內瓦代表處任三等秘書、1977年任駐烏干達大使館二秘、1981年升為駐英國大使館一秘。1984年，他轉任青瓦台秘書，1985年回外務部內當安保課課長後，復於1988年調任為青瓦台政策秘書官。1991年起，姜根鐸奉調外務部的外交政策企畫室，1992年－1996年間出任駐斐濟大使，同年離斐後，返韓擔任釜山市國際關係諮詢大使，1997年於外務部外交政策室從事政策協調工作。1998年－2000年再度派外，任韓國駐烏克蘭大使，離任後則於2002年－2004年間擔任駐香港總領事。

## 荣誉
- 黄条勤政勋章（2005年12月31日[3]）